# Гурский, Алексей Георгиевич
Алексей Георгиевич Гурский — советский хозяйственный, государственный и политический деятель.

## Биография
Родился в 1921 году на станции Весёлый Кут. Член КПСС с 1942 года.
Участник Великой Отечественной войны. С 1949 года — на хозяйственной, общественной и политической работе. В 1949—2010 гг. — начальник Котовского паровозного отделения, главный инженер, начальник теплоэлектростанции в Котовске, директор Котовского электросетевого района «Одессаэнерго», председатель Котовского райисполкома, секретарь промышленно-производственного комитета Компартии Украины Котовского района, первый секретарь Измаильского горкома Компартии Украины, председатель Одесского областного совета профсоюзов, председатель Одесского областного совета организации ветеранов.
Делегат XXIV съезда КПСС.
Почётный гражданин города-героя Одессы.
Умер в Одессе в 2018 году.